# سلیتا

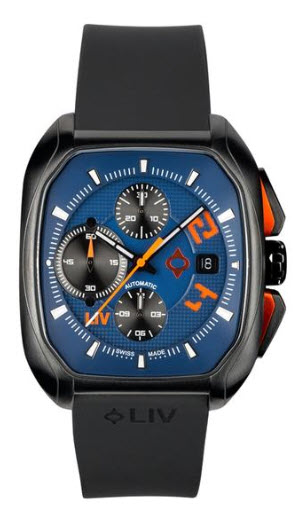
نمایی از یک ساعت محصول شرکت سلیتا

سلیتا (انگلیسی: Sellita) شرکت ساعت‌سازی سوئیسی است، که در سال ۱۹۵۰ تأسیس شد.